# Terraformation de Mars
 (mai 2015).
Si vous disposez d'ouvrages ou d'articles de référence ou si vous connaissez des sites web de qualité traitant du thème abordé ici, merci de compléter l'article en donnant les références utiles à sa vérifiabilité et en les liant à la section « Notes et références ».

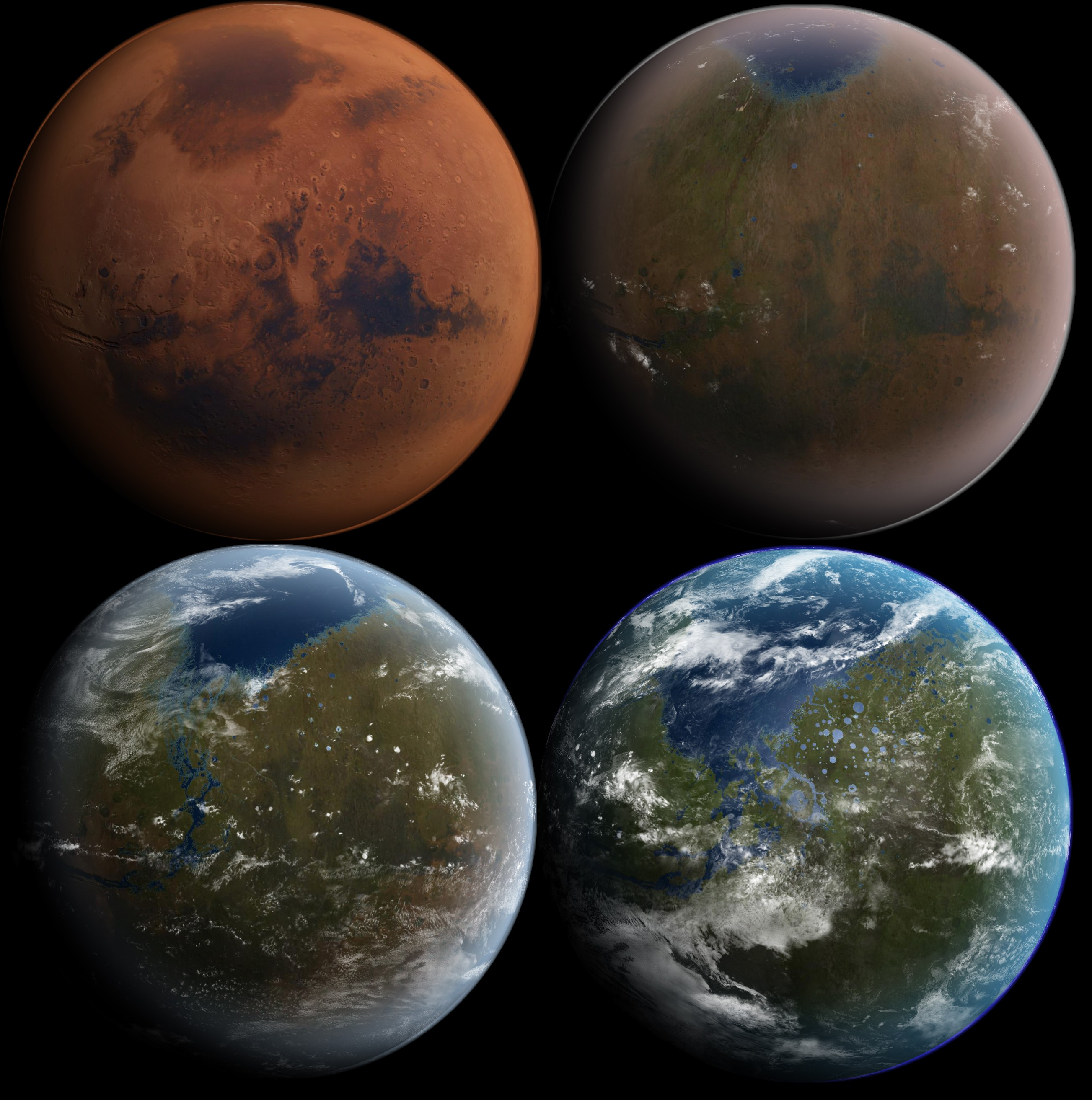
Vue d'artiste du processus de terraformation de Mars ; l'apparence finale de la planète est basée sur les données du Mars Global Surveyor.

La terraformation de Mars est le processus hypothétique par lequel le climat, la surface et les propriétés actuelles de Mars pourraient être délibérément modifiés afin de rendre la planète habitable pour les humains et toute autre forme de vie terrestre. La terraformation permettrait la colonisation sécurisée et durable de grandes régions de la planète.
Les capacités de modification du climat terrestre par l'activité humaine pourraient être appliquées à la planète Mars ; cependant, la faisabilité de créer une biosphère planétaire est indéterminée. Plusieurs méthodes pourraient être à la portée des capacités technologiques de l'humanité, mais les ressources économiques nécessaires à leur mise en place technique sont encore hors de portée. Par ailleurs, plusieurs paramètres inhérents à cette planète rendent les espoirs de terraformation bien peu réalistes, comme sa faible gravité, qui l'empêche de retenir son atmosphère, ou l'absence de magnétosphère, qui l'expose au vent solaire et aux rayonnements cosmiques hostiles à la vie.

## Raisons de la terraformation
La science-fiction propose plusieurs hypothèses sur les futures causes d'une colonisation de Mars, notamment la hausse de la demande en ressources, une catastrophe remettant en cause l'avenir de la Terre, l'arrivée d'extraterrestres, le tourisme spatial, la création de villes et de territoires.
La terraformation de Mars est un sujet sérieusement envisagé par de nombreux scientifiques et ingénieurs, notamment par l'entrepreneur Elon Musk, bien que sa faisabilité soit encore pour longtemps hors d'atteinte.

## État des lieux
Le sol martien possède des minéraux qui pourraient théoriquement être utilisés pour la terraformation. Des recherches récentes ont en outre montré la présence de pergélisol sous la surface martienne à 60° de latitude ainsi qu'aux pôles, où il est mélangé avec de la glace sèche (CO2 gelé). La présence d'eau dans le sous-sol a également été détectée en 2009 par la sonde Mars Reconnaissance Orbiter, qui a révélé que des cratères d'impact récemment formés contenaient de la glace pure à 99 %. Lors de la sublimation du dioxyde de carbone (CO2) des pôles durant l'été martien, une petite quantité d'eau résiduelle est relâchée, que les vents balayent aux pôles à une vitesse approchant les 400 km/h. Cet événement saisonnier transporte une grande quantité de poussières et de vapeur d'eau dans l'atmosphère, donnant naissance à des cirrus similaires à ceux de la Terre.
L'oxygène n'est présent dans l'atmosphère que sous forme de traces, cependant il est présent en grande quantité sous la forme d'oxyde de fer sur la surface martienne (régolithe). De l'oxygène est aussi présent dans le sol sous la forme de nitrates. Une analyse d'échantillons du sol pris par la sonde spatiale Phoenix indique la présence de perchlorate, qui est utilisé par les générateurs chimiques d'oxygène. De plus, l'électrolyse pourrait être utilisée pour faire de l'oxygène et de l'hydrogène à partir de l'eau si une quantité suffisante d'électricité était disponible.
Mars avait un environnement relativement similaire à la Terre lors des premières étapes de son développement. Cette similarité est indiquée par l'épaisseur de l'atmosphère de Mars, ainsi que par la présence évidente d'eau liquide sur la surface de la planète dans le passé. L'atmosphère s'est atténuée pendant des milliards d'années du fait de la dispersion progressive des gaz dans l'espace, bien qu'ils se soient aussi partiellement condensés sous forme solide. L'eau, qui auparavant se trouvait sur la surface martienne, n'est aujourd'hui présente qu'aux pôles et sous la surface de la planète, dans le permafrost. Le mécanisme qui conduisit aux conditions atmosphériques actuelles de Mars n'est pas connu, bien que plusieurs hypothèses aient été proposées. Une de ces hypothèses est que la gravité sur Mars a entraîné un relâchement des gaz légers de la haute atmosphère dans l'espace. L'absence évidente de plaques tectoniques sur Mars est un autre facteur possible puisque cette absence d'activité tectonique pourrait, en théorie, ralentir le recyclage des gaz en les enfermant dans les sédiments sans qu'ils ne puissent retourner dans l'atmosphère. Le manque d'activité géologique et l'absence de champ magnétique sont probablement une conséquence de la petite taille de Mars, ce qui autorise un refroidissement plus rapide de son intérieur comparativement à celui de la Terre. Cependant les détails d'un tel processus sont peu connus.
Enfin, la température moyenne sur Mars avoisine les −60 °C et la pression atmosphérique est 160 fois inférieure à celle qu'on trouve sur Terre.

### Reconstruire l'atmosphère

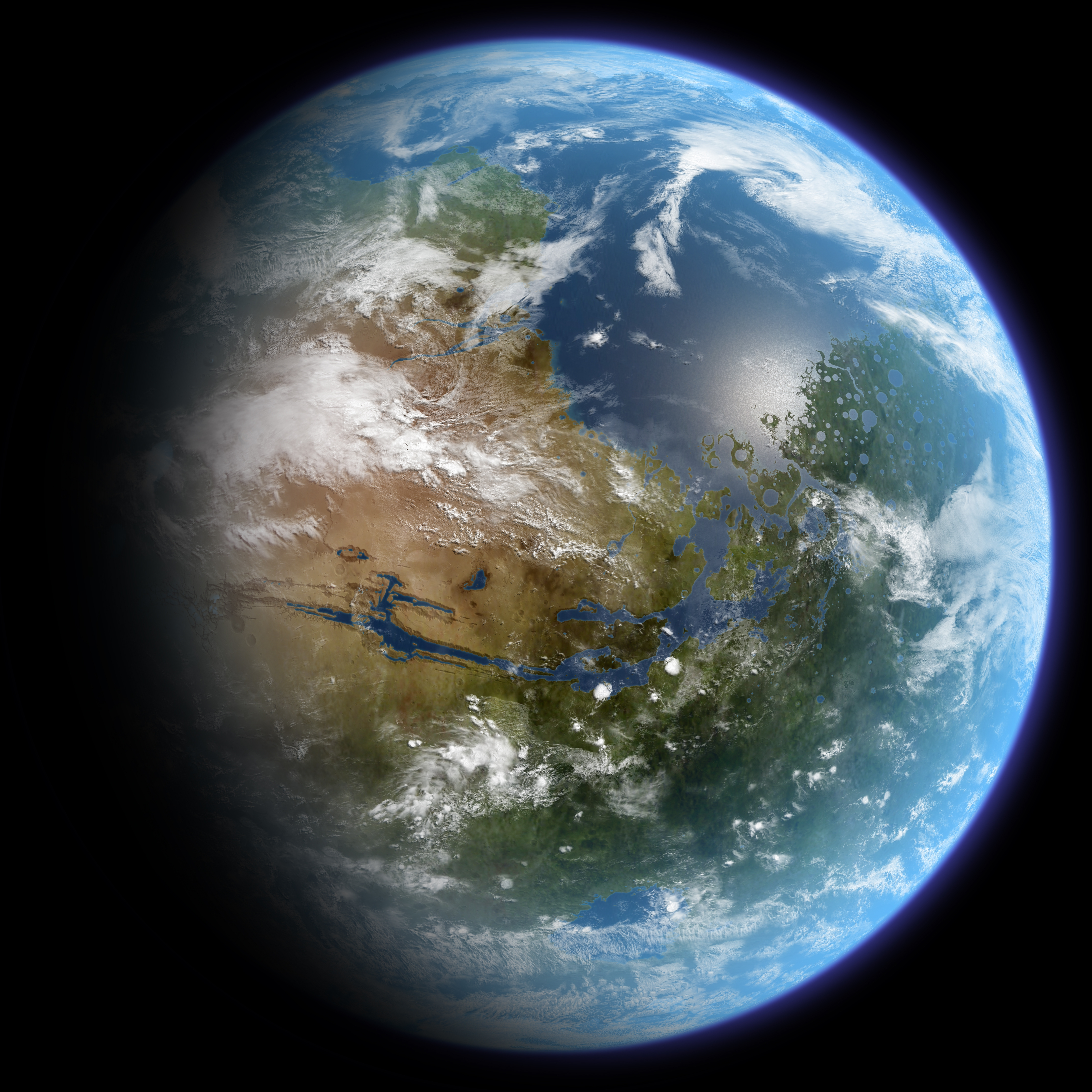
Une vision d'artiste de Mars terraformé centré sur Valles Marineris. Tharsis est visible sur le côté gauche.

Le principal moyen de reconstituer l'atmosphère martienne est l'importation d'eau, qui peut provenir de la glace d'astéroïdes ou de la glace des lunes de Jupiter ou de Saturne. L'ajout d'eau et de chaleur à l'environnement martien permettrait de rendre ce monde sec et froid propice à la vie.
L'apport d'hydrogène pourrait aussi favoriser les modifications atmosphériques et hydrosphériques. Suivant la proportion de dioxyde de carbone dans l'atmosphère, l'importation et la réaction de l'hydrogène produirait de la chaleur, de l'eau et du graphite via la réaction de Bosch. De même, l'hydrogène réagissant avec le dioxyde de carbone, via la réaction de Sabatier ajouterait du méthane et de l'eau. Un autre moyen serait d'importer du méthane ou d'autres hydrocarbures, qui sont communs dans l'atmosphère de Titan. Le méthane pourrait être diffusé dans l'atmosphère martienne où il établirait l'effet de serre.
Le méthane (ou les autres hydrocarbures) aiderait à augmenter significativement la pression atmosphérique martienne. De même ces gaz pourraient être utilisés pour produire, lors d'une étape ultérieure de la terraformation de Mars, de l'eau et du CO2 par la réaction :
Cette réaction pourrait être enclenchée par la chaleur ou par les rayonnements ultraviolets sur Mars.
Avec le réchauffement de la planète, le CO2 des pôles se sublimerait dans l'atmosphère et contribuerait à la chauffer. Les forts courants atmosphériques générés par le déplacement des gaz créeraient de grandes tempêtes de poussière, qui contribueraient à réchauffer directement la planète (par l'absorption des radiations solaires). La température de Mars pourrait alors être suffisamment élevée pour que le CO2 ne se solidifie pas aux pôles, mais l'eau liquide ne serait pas encore présente à cause d'une pression trop faible.
Après la fin des forts tourbillons de poussière, la planète, plus chaude, pourrait probablement être habitable pour quelques formes de vie terrestre. Certaines formes d'algues et de bactéries qui sont capables de vivre en Antarctique seraient les principales candidates. En remplissant quelques fusées de spores d'algues et en les faisant s'écraser aux pôles (où il y aurait encore de la glace d'eau), ils pourraient non seulement grandir mais aussi se multiplier dans un environnement sans compétition, à haute radiation et à fort niveau de CO2.
On pourrait imaginer développer des cyanobactéries qui historiquement sur terre ont contribué à la formation d'oxygène au détriment du CO2.
Si les algues se propagent d'elles-mêmes sur la planète, cela aura pour effet de réduire l'albédo de celle-ci. En absorbant plus de lumière, le sol réchaufferait d'autant plus l'atmosphère. De plus, les algues relâcheraient peu à peu de l'oxygène dans l'atmosphère, bien que cela ne soit pas encore suffisant pour permettre aux humains de respirer. Si l'atmosphère devient plus dense, alors la pression s'élèvera à une valeur proche de celle de la Terre. Au début, et jusqu'à ce qu'il y ait suffisamment d'oxygène dans l'atmosphère, les humains n'auront besoin que d'un masque à oxygène. La réduction des métaux dans le sol pourrait aussi permettre de produire les matériaux nécessaires et de l'oxygène. De même, l'importation de plantes (ainsi qu'une vie microbienne inhérente aux sols fertiles) pourrait permettre aux humains de répandre la vie végétale sur Mars, ce qui accroitrait l'apport en oxygène sur Mars.
Une autre méthode pour densifier l'atmosphère serait d'utiliser de l'ammoniac. Comme il est possible que la nature en ait stocké en grandes quantités sous forme gelée sur des astéroïdes du système solaire extérieur, il serait possible de les envoyer (par exemple en utilisant des bombes nucléaires) s'écraser sur Mars. Puisque l'ammoniac (NH3) contient 85 % d'azote et se décompose facilement, cela permettrait d'étoffer l'atmosphère à l'aide d'un gaz inerte, le même qui dilue l'atmosphère terrestre.

### Réchauffer l'atmosphère

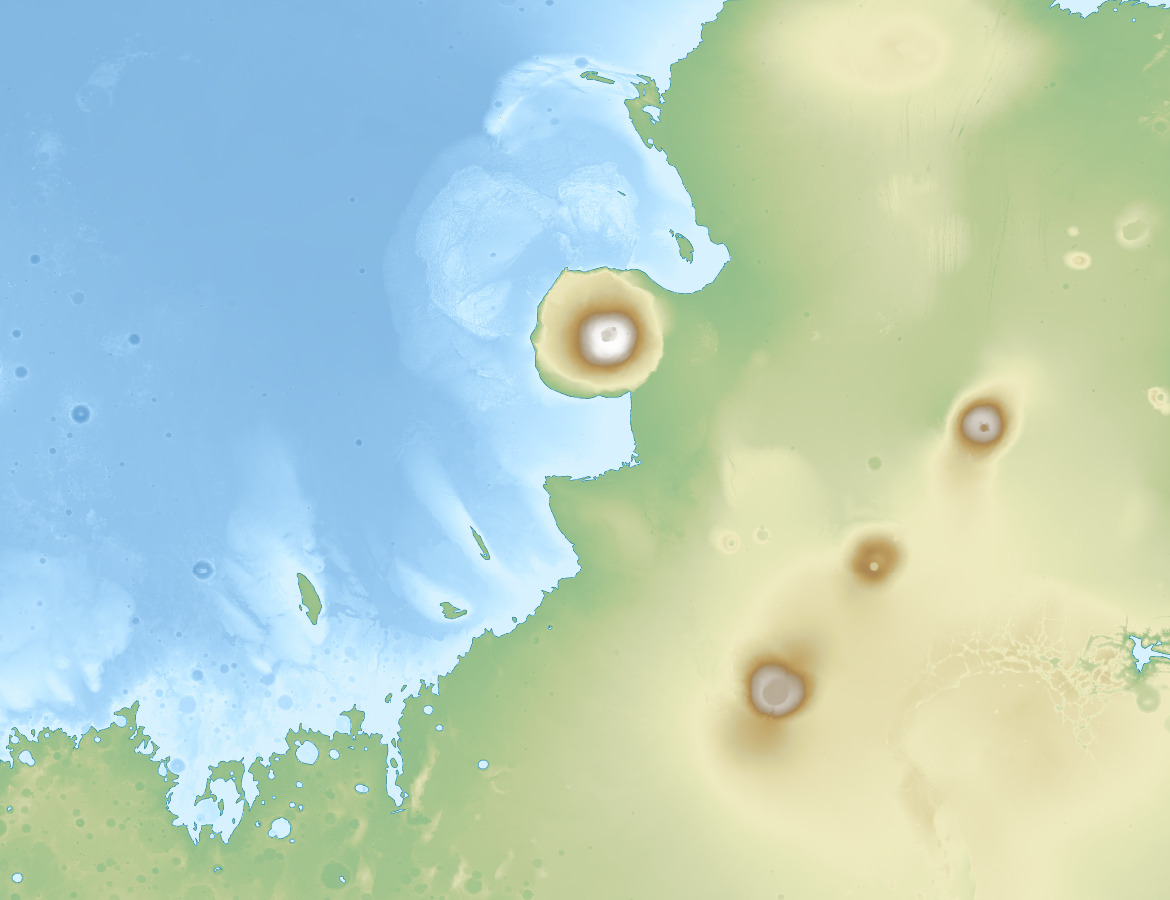
Olympus Mons et sa région s'il y avait des océans sur Mars jusqu'au niveau 0 de référence.

L'augmentation de la température de Mars est le point crucial de la terraformation de la planète. Pour y arriver, il s'agit d'augmenter l'effet de serre pour donner une impulsion au processus, qui s'amplifie ensuite de lui-même. Une impulsion initiale de 4 °C pourrait s'avérer suffisante, d'après les études de Robert Zubrin, président de la Mars Society.
Le processus serait ensuite assez long.
Ces méthodes distinctes peuvent aussi être combinées en vue d'améliorer les résultats.

#### Miroirs solaires
La première solution est d'utiliser des miroirs géants de 100 km de rayon et de 200 000 t en orbite. Ces miroirs réfléchiraient la lumière du soleil vers le pôle sud afin d'augmenter l'insolation de la planète. Ceci ferait fondre la calotte glaciaire et libèrerait le dioxyde de carbone qu'elle contient. La construction de tels miroirs n'est pas évidente mais le projet russe Znamia de 1993 a montré un type de technologie utilisable même s'il ne s'agissait que de « petits » miroirs de vingt-cinq mètres de diamètre.

#### Réduction de l'albédo
Réduire le coefficient d'albédo de la surface lui permettrait de mieux conserver la chaleur reçue.

#### Gaz à effet de serre
Puisqu'une stabilité climatique sur le long terme est nécessaire pour permettre l'établissement de population humaine, l'utilisation de gaz à effet de serre puissants est nécessaire, dont les halocarbones comme les chlorofluorocarbones (CFC) et les perfluorocarbones (ou PFC). Ces gaz sont les candidats les plus sérieux pour une insertion artificielle dans l'atmosphère martienne à cause de leurs effets. Cela peut évidemment être fait à relativement bon marché en envoyant des fusées contenant des CFC pour qu'elles s'écrasent sur Mars. Quand une fusée s'écraserait, son contenu s'échapperait dans l'atmosphère. L'envoi régulier de « roquettes de CFC » devrait être assuré pendant un peu plus d'une décennie afin que les changements planétaires se fassent.
Miner des minéraux contenant du fluor est une source possible de CFC et PFC. Ils sont supposés y être au moins aussi communs que sur Terre. Ceci permettrait de produire sur place des composants nécessaires à l'effet de serre (CF3SCF3, CF3OCF2OCF3, CF3SCF2SCF3, CF3OCF2NFCF3) pour atteindre puis maintenir une température « confortable ».

## Limites
La gravité martienne, très inférieure à celle de la Terre, et l'absence de magnétosphère ne permettent pas de retenir sur de longues échelles de temps une atmosphère dense : celle d'aujourd'hui n'est que le reliquat d'une atmosphère ancienne, bien plus dense et ayant déjà permis l'apparition d'eau liquide en surface. Toute tentative de reconstituer une nouvelle atmosphère devra résoudre ces problèmes.
Privée de magnétosphère, l'atmosphère martienne se serait peu à peu amoindrie sous l'effet du Soleil, le vent solaire conférant de l'énergie aux particules des couches supérieures de l'atmosphère leur permettant d'atteindre la vitesse de libération et de quitter Mars, ce qui explique la finesse de l'atmosphère martienne. Cet effet a été observé par les sondes en orbite autour de Mars. Une autre thèse considère que le vent solaire arrache à la planète des particules qui se retrouvent piégées dans des bulles de champ magnétique appelées plasmoïdes.
Cependant, le cas de Vénus montre que l'absence de magnétosphère n'empêche pas la présence d'une atmosphère épaisse (bien que sèche). Une atmosphère épaisse fournit aussi une certaine protection contre les radiations solaires à la surface (surtout contre le rayonnement ionisant qui est nocif). En ce sens, l'absence de magnétosphère pourrait ne pas disqualifier complètement l'habitabilité d'une Mars terraformée. Dans le passé, la Terre a connu des périodes où la magnétosphère changeait de direction ou parfois s'effondrait.
La Terre recèle beaucoup d'eau car son ionosphère est étanchée par un champ magnétique. Les ions hydrogène présents dans l'ionosphère se déplacent rapidement du fait de leur faible masse mais ils ne peuvent pas s'échapper dans l'espace car leur trajectoire est modifiée par le champ magnétique. Vénus a une atmosphère dense mais seulement des traces de vapeur d'eau (20 ppm) car elle n'a pas de champ magnétique. L'atmosphère martienne perd aussi de l'eau dans l'espace.
La couche d'ozone terrestre apporte une protection supplémentaire. La lumière ultraviolette est bloquée avant qu'elle ne puisse dissocier l'eau en dihydrogène et dioxygène. En effet, puisque peu de vapeur d'eau s'élève au-dessus de la troposphère et que la couche d'ozone se trouve dans la stratosphère, peu d'eau est dissociée en dihydrogène et dioxygène.

## Fiction
La Trilogie de Mars (Mars la rouge, Mars la verte et Mars la bleue) est un ensemble de trois romans de science-fiction écrits par Kim Stanley Robinson racontant la terraformation de Mars.
Dans le film Total Recall de Paul Verhoeven, sorti en 1990, Mars est terraformée en quelques minutes (du moins son atmosphère est rendue respirable) par l'activation d'une machine extraterrestre.
Spin, roman de science-fiction de Robert Charles Wilson paru en 2005, décrit la terraformation de Mars dans son intégralité.
Aria est une série de manga dont l'histoire se passe au XXIVe siècle sur Mars après terraformation dans la cité de Néo-Vénézia, l'architecture et les endroits de cette ville sont similaires voire identiques à notre Venise terrestre.
Terra Formars, manga de science-fiction de Yū Sasuga et Kenichi Tachibana, se déroule sur la planète Mars après terraformation de celle-ci par des lichens et des cafards.
Dans le jeux vidéo Stellaris si le système solaire est choisi comme point de départ il est possible de terraformer Mars après avoir découvert la technologie de terraformation.

## Compléments